# San Andrés, Tlacolulan
San Andrés är en ort i Mexiko.   Den ligger i kommunen Tlacolulan och delstaten Veracruz, i den sydöstra delen av landet, 220 km öster om huvudstaden Mexico City. San Andrés ligger 2 196 meter över havet och antalet invånare är 136.
Terrängen runt San Andrés är varierad. San Andrés ligger uppe på en höjd. Runt San Andrés är det ganska tätbefolkat, med 120 invånare per kvadratkilometer. Närmaste större samhälle är Las Vigas, 17,7 km sydväst om San Andrés. I omgivningarna runt San Andrés växer i huvudsak städsegrön lövskog.